# Велике Артакове
Вели́ке Артакове — село в Україні, у Березнегуватській селищній громаді Баштанського району Миколаївської області. Населення становить 169 осіб.

## Географія
У селі річка Біла Криниця впадає у річку Інгулець.